# Lycée François-Arago (Perpignan)
Pour les articles homonymes, voir Lycée Arago.
 (janvier 2015).
Si vous disposez d'ouvrages ou d'articles de référence ou si vous connaissez des sites web de qualité traitant du thème abordé ici, merci de compléter l'article en donnant les références utiles à sa vérifiabilité et en les liant à la section « Notes et références ».
Le lycée François-Arago  ou lycée Arago est un établissement français d'enseignement secondaire et supérieur. Il se situe en centre ville sur les rives de la Basse. Il est l'héritier du Collège de garçons de Perpignan qui fut longtemps la seule institution éducative secondaire du département[réf. nécessaire]. Le lycée a fêté son bicentenaire en octobre 2008.

## Histoire

### Le Collège Royal de Perpignan (1667-1808)
C'est en 1667 qu'est fondé le Collège royal de Perpignan. Il s'agit du premier établissement jésuite de la ville. A l'époque les bâtiments se trouvent sur l'actuelle place de la République. Ce collège baptisé "Pi" est chargé de l'éducation des jeunes nobles de la ville. Jusque-là, c'est l'université de Perpignan qui assure l'éducation secondaire. A la veille de la Révolution, l'établissement compte 50 élèves et 3 professeurs. Il est détruit en 1789 par un incendie. Mais l'abbé Jaubert, un ecclésiastique important, réussit à convaincre les autorités de le faire revivre sous le nom de collège communal placé sous la direction d'une autorité religieuse. Il faut attendre le décret de Napoléon Ier en juin 1807 que cette opération soit officielle. 

### Le Collège Communal de Perpignan, le Collège de Garçons de Perpignan (1808-1935)
L'établissement ouvre ses portes le 7 septembre 1808, rue de la Porte d'Assaut, sur l'actuelle dalle Arago. Les élèves entraient par la rue Zamenhof. Il était constitué de deux bâtiments : d'une part les salles de classe, d'autre part les dortoirs puis les ateliers. Le bâtiment accueillant les dortoirs existe toujours, il s'agit du bâtiment qui a abrité un temps l'annexe de l'école des Beaux-Artset où se situe actuellement le Centre d'Art Contemporain.
Les bâtiments des salles de classe sont détruits en 1970 pour permettre la création d'une esplanade appelée dalle Arago.
En 1886, l'Union athlétique du collège de Perpignan introduit le rugby dans la ville. Ce club esquisse les bases du rugby catalan, qui formera au fil du temps l'USAP, équipe de rugby à XV désormais très réputée en France.

### Le Lycée François-Arago (Depuis 1936)
Dès 1935, la ville entreprend de construire de nouveaux bâtiments, plus vastes et mieux adaptés sur la rive droite de la Basse. L'architecte Alfred-Joffre remporte le concours organisé par la Mairie. La première pierre est posée en 1936 mais la guerre interrompt les travaux, ce qui oblige le nouvel édifice encore en construction à accueillir ses élèves jusqu'en 1952, alors que les travaux ne sont terminés qu'en 1955, soit trois ans plus tard. Dès 1945 l'établissement est baptisé du nom d'un de ses anciens élèves, François Arago.
Le nouveau lycée est inauguré en 1953. A cette date a lieu la fusion du "collège moderne" (études techniques) et du lycée (études classiques).
Jusqu'en 1968, le collège communal est le seul lycée du département. Même les Andorrans, qui n'en avaient pas viennent recevoir l'enseignement à Perpignan. L'établissement ne devient officiellement mixte qu'en 1974 (la scolarisation des jeunes filles a été successivement située au couvent Saint Sauveur puis dans les locaux de l'actuel collège Jean-Moulin puis dans les locaux du Champ de Mars, actuel Lycée Jean-Lurçat)
Époque contemporaine
Le lycée François-Arago a vu une rénovation complète de ses locaux entre 2000 (construction de salles de classe en fond des cours A et C) et 2018 avec en particulier l'agrandissement du CDI, de la salle des professeurs et l'extension du gymnase.
Le lycée accueille des formations post-bac (BTS depuis 1984 et classes préparatoires scientifiques aux grandes écoles depuis 1989). La capacité du lycée est d'environ 2000 élèves. Presque 200 professeurs y enseignent.

## Anciens élèves et professeurs célèbres

### Scientifiques
- François Arago, qui donna son nom au lycée, physicien et homme politique.
- Charles Depéret, premier paléontologue à découvrir un dinosaure en France.
- André Marchand, Mycologue et Professeur de français au Lycée Arago.
- Philippe Arbos, géographe.

### Hommes d'affaires et économistes
- Jacques Séguéla, publicitaire français, cofondateur de l'agence de communication RSCG en 1970
- Alfred Sauvy, économiste, démographe et sociologue français.Inlassable dénonciateur des phénomènes de dénatalité et de vieillissement, il est aussi connu pour sa théorie du déversement et la création de l'expression « Tiers Monde ».

### Artistes
- Joan Pau Giné, chanteur catalan.
- Aristide Maillol, sculpteur et peintre français d'origine catalane.
- Marcel Delaris, artiste peintre et professeur de dessin au Lycée Arago depuis la seconde guerre mondiale jusqu'au début des années soixante-dix
- Marcel Durliat, historien de l'art et professeur au Lycée Arago de 1945 à 1958
- Serge Llado, humoriste, auteur, compositeur, chanteur, chroniqueur de radio.

- Charles Trenet[2]auteur, compositeur, interprète

### Hommes politiques et militaires
- Jean-Paul Alduy, ancien maire de Perpignan et sénateur des Pyrénées-Orientales ;
- François Arago, qui donna son nom au lycée, physicien et homme politique ;
- Jacques Arago, romancier, auteur dramatique et explorateur français ;
- Étienne Arago, dramaturge et homme politique français ;
- Camille Cabana, ancien ministre français ;
- Pierre-Guillaume-Paul Coronnat, militaire ;
- Sarda Garriga, gouverneur de la Réunion ;
- Joseph Joffre, maréchal de France, militaire français, artisan de la victoire alliée lors de la bataille de la Marne ;
- Guy Malé, ancien sénateur des Pyrénées-Orientales ;
- Félix Mercader, ancien Maire de Perpignan de 1944 à 1949, à l'origine du changement de campus sur les rives de la Basse ;
- Jacques Cresta, député et ancien vice-président de Région ;
- Christophe Euzet, député et universitaire (UPVD) ;

### Littéraires
- Arthur Conte, historien.
- Jean-Noël Pancrazi, romancier, prix Médicis (Les Quartiers d'hiver), membre du jury Renaudot.
- Caroline Roque, auteure de romans de jeunesse et de bandes dessinées.
- Claude Simon, prix Nobel de littérature, prix Médicis d'histoire.

### Sportifs
- Puig-Aubert,élève entre 1941 et 1943, champion du monde de rugby à 13.
- Jean Galia, joueur de rugby à 13 et à 15.
- Christian d'Oriola, champion olympique d'escrime.
- Jo Maso, ancien joueur de rugby à 15.
- Doriane Vidal, championne du monde et vice-championne olympique de snowboard.
- Bertrand Guiry, joueur de rugby à 15.
- Robert Raynal, joueur de rugby à 15
- Lionel Torres, champion du monde tir à l’arc en 1996

## Amicale des anciens d'Arago
L'association des anciens élèves d'Arago (AAA) a  été fondée au début du XXe siècle.